# Jerzy Tyszkiewicz (zm. 1702)

Herb Leliwa

Jerzy Tyszkiewicz herbu Leliwa (ur. ok. 1600, zm. 16 lutego 1702 roku) – ciwun wileński w latach 1685–1701, wojski wileński w latach 1658–1685, dworzanin pokojowy Jego Królewskiej Mości, starosta abelski.
Syn Dymitra (zm. 1609), podkomorzego kijowskiego, marszałka królewskiego i Hanny Massalskiej (zm. 1620) lub Zofii Wolskiej. Ożenił się z Marianną Uniechowską herbu Ostoja. Jego syn Kazimierz (zm. 1701) był dworzaninem pokojów królewskich.
Poseł na sejm nadzwyczajny 1668 roku.